# Спадкоємець (роман)
«Спадкоємець» (оригінальна назва — рос. Преемник) — роман українських письменників Марини та Сергія Дяченків; опублікований у видавництвах «АСТ» і «Terra Fantastica» 1997 року. Це третя книга у тетралогії «Блукачі».

## Опис книги

### Україна
Одного вечора вистава мандрівного театру, який прибув у старовинне місто, зруйнувала сімейний затишок Егерта Солля. Виявилося, що його син Луар - насправді нащадок темного ордену Лаша, спадкоємець великих Магів та новий Брамник. Юнак, який ще хвилину тому мав аристократичну родину, опиняється на вулиці, затаврований прокляттям - спадщиною справжнього батька. І тепер він має обирати свій шлях.

### Польща
Третій том фентезійної серії «Блукачі».
Минуло багато років від моменту, коли клятва Мандрівника була знята з Егерта Солля. Світ змінився, але маги здавна із страхом очікували на прихід Третьої Сили. Золотий Амулет знову покривається іржею. Невідомо хто буде наступним Брамником.
Всі надії і страхи світу об'єднує у собі одна людина: син Торії Солль, що названий Луарем. Але Луар, виявляється, не є сином Егерта Солля, а наслідком зґвалтування Торії, що здійснив жорстокий Фаґірра у підземеллі Закону. Він також хотів Амулет.
Коли правда про те, що сталося у камері тортур і чиїм сином є Луар випливає на зовні, Егерт Солль впадає у відчай, а Торія відрекається від сина і скочується у безодню божевілля. Солль шукає смерті, громлячи групи бандитів, а Луар шукає Брамника.
Третя Сила щоразу сильніше стукає у Ворота Світу.

### Росія
Таємнича Третя Сила, дочекавшись свого часу, знову шукає Брамника, що відкрив би їй двері у нашу реальність. Цього разу її обранцем стає Луар Солль, зацькований, сповнений гіркоти й образи на весь світ. Ареною останньої битви стає душа Людини... Разом із героями «Спадкоємця», третього у тетралогії Марини і Сергія Дяченків, читачу потрібно пройти довгий шлях, що повний перемог, поразок і неочікуваних відкриттів.

## Видання[3]
- 1997 рік — видавництво «АСТ» і «Terra Fantastica». (рос.)
- 2000 рік — видавництво  «АСТ» і «Северо-Запад Пресс». (рос.)
- 2002 рік — видавництво «Эксмо». (рос.)
- 2003 рік — видавництво «Эксмо». (рос.)
- 2005 рік — видавництво «Эксмо». (рос.)
- 2006 рік — видавництво «Зелений пес». (укр.)
- 2008 рік — видавництво «Эксмо». (рос.)
- 2009 рік — видавництво «Эксмо». (рос.)
- 2010 рік — видавництво «Solaris». (назва — пол. Następca) (пол.)[6]
- 2010 рік — видавництво «Эксмо». (рос.)

## Український переклад
Українською мовою був перекладений і опублікований 2006 року видавництвом «Зелений пес».